# Euplexia benesimilis
Euplexia benesimilis är en fjärilsart som beskrevs av Mcdunnough 1922. Euplexia benesimilis ingår i släktet Euplexia och familjen nattflyn. Inga underarter finns listade i Catalogue of Life.